# Bugenhagenkirche (Braunschweig)

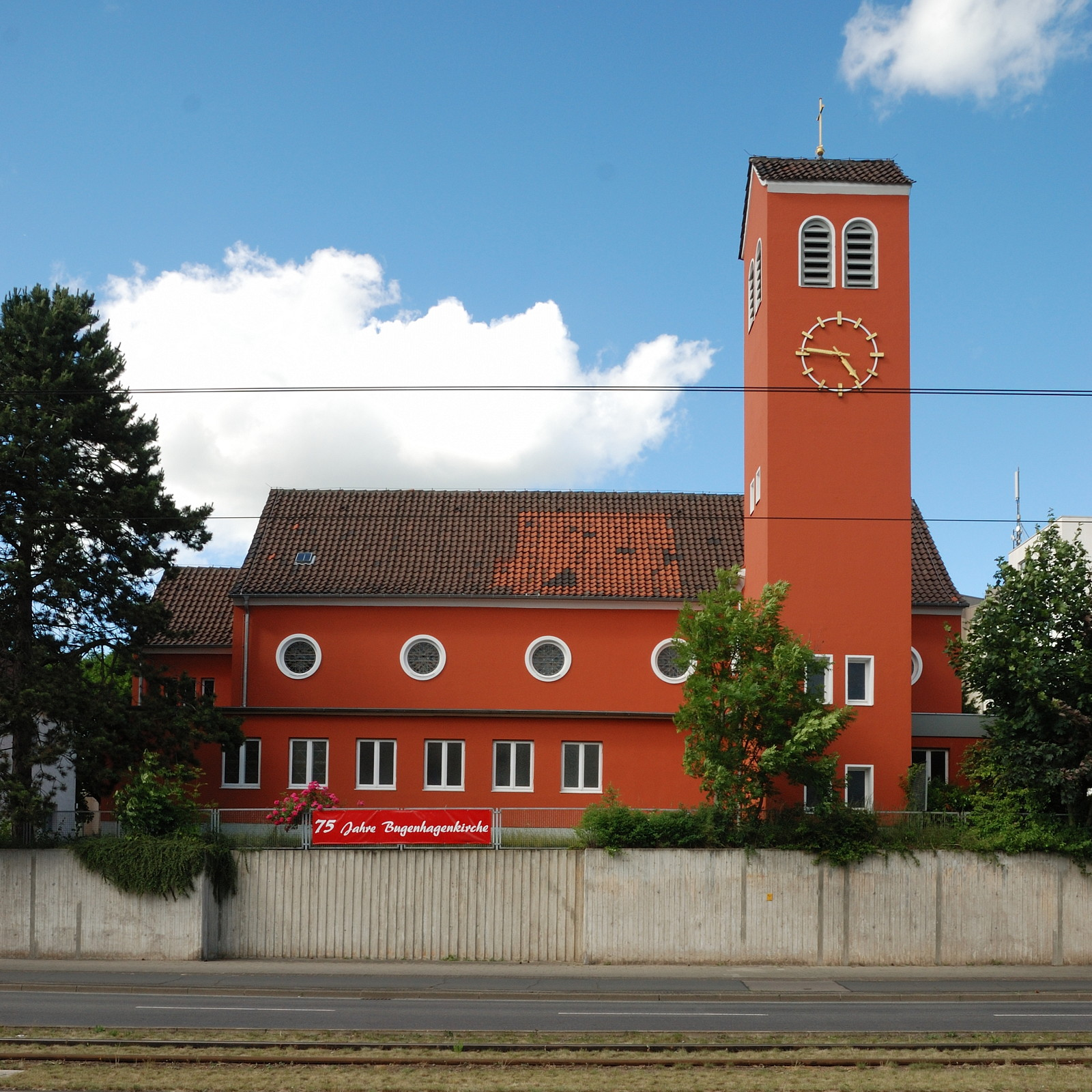
Südansicht der Bugenhagenkirche

Die Bugenhagenkirche im Braunschweiger Stadtteil Gliesmarode ist eine Kirche der evangelisch-lutherischen Kirchengemeinde Riddagshausen-Gliesmarode im modernen Stil. Das Baudenkmal nördlich der Berliner Straße und der Straße An der Bugenhagenkirche wurde im Jahr 1936 errichtet. Benannt wurde die Kirche nach dem deutschen Theologen Johannes Bugenhagen (1485–1558), der maßgeblich an der Reformation in Braunschweig beteiligt war.
Der 1968 gegründete Braunschweiger Spiritualchor ist in der Bugenhagenkirche beheimatet.

## Geschichte
Gliesmarode war ursprünglich kein eigener Pfarrort, seit 1031 gehörte es der Magnikirche in Braunschweig an. 1226 ging Gliesmarode in den Besitz des Klosters Riddagshausen über. Das Dorf blieb bis zum 20. Jahrhundert nach Riddagshausen eingepfarrt. Anfang des 20. Jahrhunderts wuchs das kleine Dorf durch den Bau von Arbeitersiedlungen für die naheliegende Industrie zu einer Vorstadt heran. Veranstaltungen der Kirchengemeinde fanden in der Schule und im Gliesmaroder Turm statt und es entstand der Wunsch nach einer eigenen Kirche für Gliesmarode. 1935 gründete sich eine Kirchengemeinde in Gliesmarode. Am 9. Februar 1936 wurde der Grundstein gelegt. Am 20. Dezember 1936 wurde sie durch Landesbischof Helmuth Johnsen (1891–1947) geweiht.
Während des Festgottesdienstes zum 25-jährigen Bestehen am 17. Dezember 1961 wurde der neue Taufstein geweiht. Am 9. März 1975 wurde das neue Gemeindehaus der Bugenhagengemeinde eingeweiht am 24. Oktober desselben Jahres wurde das Jugendzentrum der Gemeinde eröffnet. Zum 450. Jubiläum der Einführung der Reformation wurde ein Bugenhagenrelief eingefügt. Am 16. Januar 1989 wurde der Partnerstadt Magdeburg ein Abguss des von Jürgen Weber geschaffenen Kruzifixes der Bugenhagenkirche für den Magdeburger Dom übergeben. Mittlerweile vereinigte sich die Bugenhagengemeinde mit der Kirchengemeinde Riddagshausen.

## Architektur und Ausstattung
Die Kirche wurde nach den Plänen des Architekten August Pramann (* 1887) errichtet und befindet sich erhöht zur Umgebung auf einem Hügel. Durch ihre Rundbogenfenster und runden Fenster hat die moderne Bugenhagenkirche die Wirkung einer romanischen Kirche. Das Kirchengebäude besitzt neben dem Kirchenraum mehrere angrenzende Gemeinderäume, die wiederum rechteckige Fenster besitzen. Durch mobile Trennwände lassen sich die Gemeinderäume zum Kirchenraum hin öffnen. Der Kirchenbau ist nicht geostet, der Altar befindet sich auf der Westseite. Der rechteckige Kirchturm mit einer Uhr reiht sich an die Südseite der Kirche an und befindet sich dadurch im Blickfeld der Berliner Straße. Sowohl die Fassade als auch die Innenwände sind schlicht und modern gehalten und gänzlich schmucklos bemalt. Die Innenwände sind vollständig weiß gestrichen. Die Fensterscheiben des Kirchenraums bestehen aus farbigem Glas in regelmäßigen geometrischen Formen.
Um sich von der Umgebung abzusetzen, besonders von den in den 1970er Jahren erbauten Hochhäusern, wurde die ursprünglich weiße Fassade der Kirche 1972 auf Wunsch des Pastors Dieter Hansmann rötlich-orange (Siena-Rot) gestrichen. Dies setzte einen ungewöhnlichen Akzent.
Im Inneren des Bauwerks befinden sich mehrere Ausstattungsobjekte aus der Nachkriegszeit, die durch die Bildhauer Kurt Edzard (1890–1972) und Jürgen Weber (1928–2007) geschaffen wurden. Edzard schuf 1961 den Taufstein und das Taufrelief. Sie erinnern an die Taufe Jesu. Weber gestaltete den Altar (1978), die Kanzel (1985) und das Kruzifix aus einem Eichenstamm (Einweihung am 23. März 1986). Die 1991 fertiggestellte Orgel mit drei Spielwerken und 16 Registern wurde von Siegfried Bürger geschaffen. Das Bugenhagenrelief ist ein Abguss des Bugenhagenbildnisses am Wormser Reformationsdenkmal von Ernst Rietschel.